# 여름의 사랑은 무지개색으로 빛난다
《여름의 사랑은 무지개색으로 빛난다》(일본어: 夏の恋は虹色に輝く)은 후지 TV에서 2010년 7월 19일부터 9월 20일까지 방영된 일본의 텔레비전 드라마이다.
캐치프레이즈는 〈"그 사랑은 무슨 색일까. 사람을 좋아하게 될 때, 세상은 처음 색을 가진다."〉

## 개요
- 자신의 "외관"을 걱정한 나머지 말이 적고 예의없는 2세 배우가 고민을 가진 웃음이 많고 활동적인 여성과 만나, 헤매면서도 사랑과 일에 분투하는 모습을 그리는 러브 스토리이다.

## 등장 인물
- 쿠스노키 타이가 - 마츠모토 준 (유년기: 카베 아몬)
- 키타무라 시오리 - 다케우치 유코
- 쿠스노키 다이키(타이가의 형) - 사와무라 잇키 (유년기: 쿠사가와 타쿠야)
- 미야세 사쿠라 - 키리타니 미레이 (유년기: 하타케야마 츠무기)
- 이라부 죠 - 나가야마 켄토
- 하토마 신이치 - 오구라 이치로
- 아오키 히사오 - 마츠시게 유타카
- 시가 코지 - 오시타 켄이치로
- 노자키 카나 - 고마츠 아야카 (제2화 ~ 최종화)
- 미이케 소라 - 이노우에 미즈키 (제2화 ~ 최종화)
- 우에노 케이타 - 카사하라 히데유키 (유년기 : 나가시마 테루미)
- 쿠스노키 마치코(타이가의 어머니) - 마츠자카 케이코
- 쿠스노키 코타로 - 이토 시로 (우정 출연)
- 키타무라 우미(시오리의 외동딸) - 코바야시 세이란
- 키타무라 유우키(시오리의 남편, 사망)
- 키타무라 하루키(시오리의 시동생) - 츠카모토 타카시 (제6화 ~ 제8화, 최종화)
- 키타무라 기미에(시오리의 시어머니) - 이치게 요시에 (제5화 ~ 제7화, 최종화)
- 토리 야마 - 아베 켄지 (제3화 ~ 제9화)
- 네코타 나오(쿠스노키 가(家) 가정부) - 야마모토 토시코

### 제작진
- 각본 : 오오모리 미카
- 음악 : 노부치카 테루유키
- 프로듀서 : 미사오 레이코
- 연출 : 사와다 켄사쿠오하라 카즈타카, 호시노 카즈나리
- 제작 : 후지 TV 드라마 제작 센터

## 음악
- 주제가 : 아라시 〈Løve Rainbow〉 (제이 스톰)
- 삽입곡 : YUI 〈Please Stay With Me〉 (gr8!records)

## 방영일·부제·시청률
| 각화                                                       | 방송일          | 부제                | 시청률 | 참고      |
| ---------------------------------------------------------- | --------------- | ------------------- | ------ | --------- |
| 제1화                                                      | 2010년 7월 19일 | 널 찾았어           | 15.7%  | 15분 확대 |
| 제2화                                                      | 2010년 7월 26일 | 라이벌 출연!?       | 10.9%  |           |
| 제3화                                                      | 2010년 8월 2일  | 좋아 ... 네가       | 12.9%  |           |
| 제4화                                                      | 2010년 8월 9일  | 너의 눈물의 이유    | 12.1%  |           |
| 제5화                                                      | 2010년 8월 16일 | 가지마 ...          | 10.2%  |           |
| 제6화                                                      | 2010년 8월 23일 | 너에게 키스 한 ...  | 11.8%  |           |
| 제7화                                                      | 2010년 8월 30일 | 눈물의 생일         | 11.4%  |           |
| 제8화                                                      | 2010년 9월 6일  | 바다에 맹세 약속    | 12.9%  |           |
| 제9화                                                      | 2010년 9월 13일 | 좋아 ...하지만 싫어 | 11.5%  | 20분 지연 |
| 최종화                                                     | 2010년 9월 20일 | 다시 만날 수 없는   | 13.1%  |           |
| 평균시청률 12.3% (시청률은 간토 지방·비디오 리서치사 조사) |                 |                     |        |           |

- 제9화는 "2010년 세계 유도 선수권 대회" 방송 연장을 위해 21:20부터 방송.